# Соколовская, Евдокия Михайловна
Евдокия Михайловна Соколовская (13 марта 1923, село Городище, Брянская губерния — 2 ноября 2010, Москва) — российский химик; доктор химических наук (1968); профессор (1968); заведующая кафедрой общей химии химического факультета МГУ им. М. В. Ломоносова. Заслуженный деятель науки РФ.

## Биография
В 1940 году поступила на химический факультет МГУ имени М. В. Ломоносова, который с отличием окончила в 1947 году, после чего стала младшим научным сотрудником кафедры общей химии Московского университета. В 1952 году защитила кандидатскую диссертацию на тему: «Исследование сплавов системы палладий-серебро-медь». С 1962 по 1968 годах являлась заместителем декана химического факультета по учебной работе. В 1968 году защитила докторскую диссертацию по теме: «Исследование диаграмм состояния и превращений в твёрдом состоянии в сплавах некоторых переходных металлов IV и V периодов».
Была заместителем председателя методического Совета МГУ им. М. В. Ломоносова; заместителем председателя методического Совета по преподаванию химии Минвуза СССР (1972—1989 годы); членом и председателем Специализированного совета по химическим наукам при МГУ им. М. В. Ломоносова по специальности неорганическая химия. В 1970—1982 годах была национальным представителем в Международном союзе теоретической и прикладной химии; председателем методического Совета химического факультета (1982—1989). В 1979 году возглавила вновь образовавшуюся лабораторию физико-химического анализа (созданную на базе лаборатории физико-химического анализа и лаборатории химии металлических сплавов) кафедры общей химии. В 1968—1992 годах занимала пост заведующего кафедрой общей химии МГУ имени М. В. Ломоносова в должности профессора.
Умерла 2 ноября 2010 года, в возрасте 88 лет.

## Научные исследования
В область научных интересов Е. М. Соколовской входили: неорганическая химия, неорганическое материаловедение, фундаментальные исследования по развитию теории физико-химического анализа, химия твёрдого тела. Также ею разрабатывались вопросы кинематики и термодинамики твердофазных процессов в многокомпонентных металлических системах; ею установлены фазовые равновесия в двойных, тройных и четверных системах с участием переходных металлов, открыто более 550 новых трехкомпонентных интерметаллидов. Стало возможным, с опорой на её исследования, создание новых неорганических материалов с заранее заданными свойствами.
Первые работы Е. М. Соколовской были посвящены изучению взаимодействия палладия со щелочными металлами. За ними последовали работы, направленные на изучение благородных металлов, проводимых совместно с кандидатом химических наук М. В. Раевской. Итогом работы стали построенные диаграммы состояния двойных, тройных и четверных систем с участием благородных металлов. С середины 60-х годов научные работы Евдокии Михайловны были направлены на поиск новых сплавов на основе благородных металлов, обладающих жаростойкостью и коррозионной стойкостью, но не таких дорогостоящих, как сплавы, включающие платину. В результате этих исследований были обнаружены новые тройные интерметаллидные фазы, что дало начало исследованиям закономерностей образования интерметаллидов. Была разработана систематика интерметаллидов разных типов. Далее последовали исследования интерметаллидных фаз редкоземельных металлов (РЗМ) состава АВ5 с добавлением благородных металлов (в качестве легирующих компонентов) и структурно схожих соединений. После была выявлена роль влияния легирующих добавок на магнитные свойства этих металлов.
Исследования 80-х годов были посвящены закономерностям образования интерметаллидных фаз РЗМ, обладающих специальными электрофизическими свойствами. Начались работы по синтезу и изучению свойств соединений РЗМ и другими элементами, в результате которых были открыты новые тяжелофермионные (кондо-) соединения (CeRu4Si; Ce3Pd20Ge6), для которых характерны рекордные показатели кондо-эффекта, увеличивающего эффективные массы электронов более чем в 200 раз из-за образования в таких соединениях кондоподрешётки, где магнитные атомы занимают определённое положение. Впоследствии ею были разработаны новые жаропрочные материалы на основе никеля и тугоплавких металлов (IV—V)В групп и новые композиционные металлические материалы. Исследования созданных в 1975 году двух научных групп привели к следующим результатам: была создана новая классификация, дающая возможность предсказать строение переходных зон в данных материалах на основе лёгких сплавов (по этому можно определить лимит их работоспособности), построены основы кинетического метода построения диаграмм фазовых равновесий, а также новый метод их представления (метод графов) — это было результатом работы первой группы по изучению слоистых композиций; кроме того, было положено начало новому научному направлению по изучению составных частей композита на предмет их совместимости для создания и использования композиционного материала — это являлось одним из результатов работы второй группы, изучавшей волокнистые и дисперсионно-упрочнённые композиции.
Е. М. Соколовской принадлежит 31 авторское свидетельство на изобретение. Например,
- изобретение способа обработки металлических порошков (полученных распылением из жидкого состояния) путём многократной деформации при давлениях от 0,6 до 0,95 от предельной прочности материала и перемешиванием порошков между деформациями с целью повышения их прессуемости и спекаемости (1977 год);
- изобретение упрощённого и интенсифицированного способа получения концентрированного раствора азотнокислого титана, путём пропускания водного раствора продуктов гидролиза хлорида титана(IV) через сульфокатионит в Н+ форме при рН = 1-0 и последующей десорбцией их в азотной кислоте (1982 год);
- изобретение раствора для очистки поверхностей металлических изделий с целью повышения их стойкости. Составляющие раствора: смесь криптанда, краун-эфира и органический растворитель (1987 год);

## Педагогическая деятельность
В Московском государственном университете им. М. В. Ломоносова в течение 35 лет Евдокия Михайловна читала следующие курсы: «Общая и неорганическая химия» (для студентов-геохимиков), «Физико-химический анализ», «Химия металлических сплавов». Являлась одним из председателей методической комиссии Всероссийской и Всесоюзной олимпиад школьников по химии. Ей принадлежит более 500 опубликованных научных статей. В 1970—1980 годах трижды переиздавался учебник «Общая химия» для студентов нехимических специальностей под редакцией Е. М. Соколовской. Также под её редакцией были выпущены: учебник «Познавательные задачи по общей химии» (1982 год), методические разработки к практикуму по химии элементов, методические разработки по растворам (1970 год), практикум по общей химии (1973 год) и многие другие. Подготовила двенадцать докторов химических наук и 130  кандидатов химических наук.

## Основные труды
Е. М. Соколовская являлась соавтором следующих монографий:
- Раевская М. В., Соколовская Е. М. Физико-химия рутения и его сплавов.- М.: Изд-во МГУ, 1979. — 230 с.
- Соколовская Е. М., Гузей Л. С. Физикохимия композиционных материалов. — М., 1978. — 225 с.
- Соколовская Е. М., Гузей Л. С. Общая химия. — М.: Изд-во МГУ, 1989. — 640 с.
- Соколовская Е. М., Гузей Л. С. Металлохимия. — М.: Изд-во МГУ, 1986. — 264 с.[2]

## Почести и награды
- 1946 год — медаль «За доблестный труд в Великой Отечественной войне 1941—1945 гг.»
- 1947 год — премия им. М. В. Ломоносова.
- 1976 год — премия 2 степени за работы в области химии жаропрочных материалов.
- 1980 год — Орден Дружбы народов.
- 1982 год — звание Заслуженного деятеля науки РФ.
- 1992 год — звание Заслуженного профессора Московского университета[2].